# اچ‌دی ۱۵۴۵۷۷
اچ‌دی ۱۵۴۵۷۷ یک ستاره است که در صورت فلکی آتشدان قرار دارد.